# Бокленд
Бокленд (англосакс.: bocland; англ. bookland) — особый тип землевладения в англосаксонской Британии VII—XI веков, при котором определённая территория передавалась королём представителям знати или церковным организациям на основании специальной грамоты, закрепляющей освобождение земли от государственных повинностей. Бокленд был первым исторически известным типом феодального землевладения в Британии.
Как тип земельного держания бокленд противостоял фолкленду, при котором повинности в пользу короля сохранялись в полном объёме. Конституирующим признаком бокленда была грамота короля, освобождающая владельца бокленда от государственных обязанностей и выводящая эту территорию из сферы действия обычного права. Эта система была уже хорошо известна во времена короля Альфреда (871—899), однако очевидно, что закрепление юридических прав землевладельца грамотой короля имело франкское происхождение. 
Предоставление земли в бокленд сопровождалось освобождением её от всех повинностей, за исключением трёх: набор солдат в фирд, ремонт и содержание мостов и королевских замков. Важнейшей привилегией был отказ короля от взимания продуктовой ренты, что позволяло владельцу бокленда изымать её в свою пользу. Существенным для последующей феодализации земель, предоставленных на праве бокленда, стало закрепление наследственного характера этого держания и свободы распоряжения правами в отношении этих земель (включая продажу, дарение и другие способы отчуждения).
Если первоначально пожалование земли в бокленд не влекло изменений в социальном статусе проживающих на данной территории свободных крестьян — керлов, то постепенно владельцы боклендов (гезиты, тэны, церковь) начали подчинять себе экономически и юридически мелких земледельцев, устанавливая отработочную повинность, что приводило к появлению зависимого крестьянства и генезису феодализма. Однако эта эволюция в англосаксонской Британии протекала крайне медленно и, главным образом, касалась крупных хозяйств. 
Бокленд возник как пожалование в религиозных целях: для основания монастырей или содержания приходских церквей. Хотя достаточно быстро этот вид держания утратил свою исключительно духовную направленность, по своей форме грамоты о бокленде до самого конца англосаксонского периода истории Англии сохраняли религиозную терминологию, что подчёркивало исключительный характер этого типа землевладения по сравнению с обычным держанием земель в фолкленде или на праве собственности. К середине XI века бокленд получил в Англии самое широкое распространение и, когда после нормандского завоевания в стране стали активно внедряться классические феодальные земельные отношения, это прошло достаточно безболезненно из-за длительной традиции существования бокленда у англосаксов.